# Quang hợp

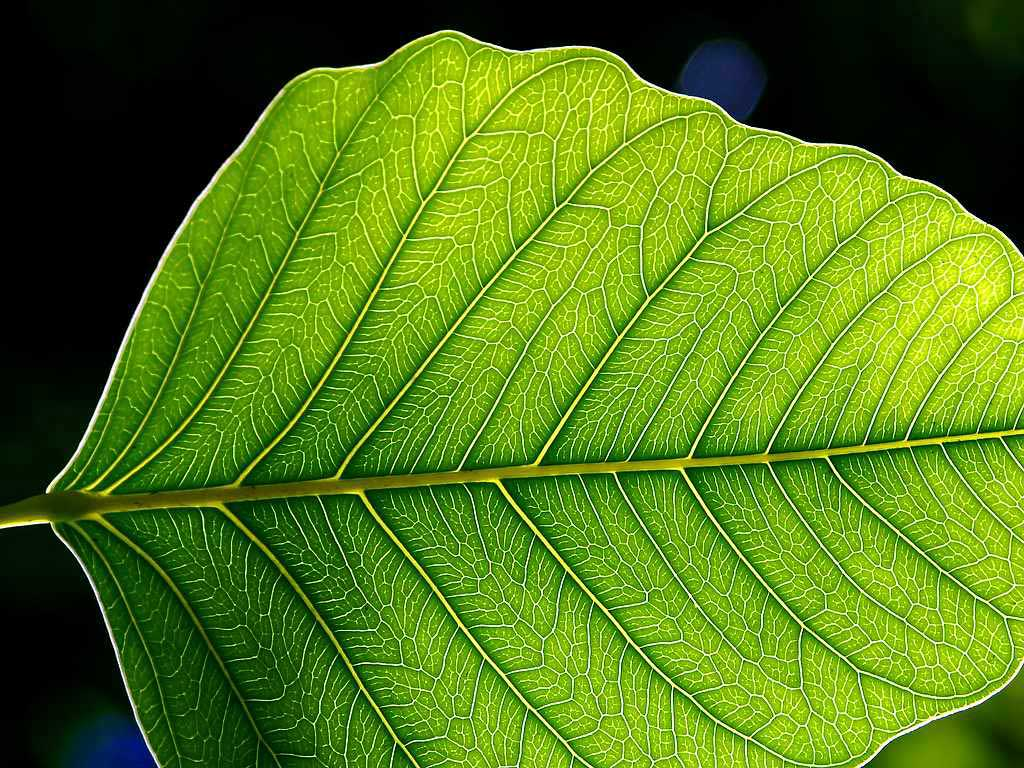
Lá cây: nơi thực hiện quá trình quang hợp ở thực vật.

Quang tổng hợp hay gọi tắt là quang hợp là quá trình thu nhận và chuyển hóa năng lượng ánh sáng Mặt trời của thực vật, tảo và một số vi khuẩn để tạo ra hợp chất hữu cơ phục vụ bản thân cũng như làm nguồn thức ăn cho hầu hết các sinh vật trên Trái Đất. Quang hợp trong thực vật thường liên quan đến chất tố diệp lục màu xanh lá cây và tạo ra oxy như một sản phẩm phụ.
Năng lượng hóa học này được lưu trữ trong các phân tử carbohydrate như đường, và được tổng hợp từ carbon dioxide và nước. Trong hầu hết các trường hợp, oxy cũng được tạo ra như là một sản phẩm phụ. Hầu hết các thực vật, tảo và vi khuẩn cyanobacteria thực hiện quang hợp, và các sinh vật như vậy được gọi là sinh vật quang dưỡng. Quang hợp giúp duy trì nồng độ oxy trong không khí và cung cấp tất cả các hợp chất hữu cơ và hầu hết các năng lượng cần thiết cho sự sống trên Trái Đất.
Mặc dù quá trình quang hợp được thực hiện khác nhau với các loài thực vật khác nhau, quá trình này luôn luôn bắt đầu khi năng lượng từ ánh sáng được hấp thụ bởi các protein được gọi là "trung tâm phản ứng quang hợp" có chứa chất diệp lục (và các Tế bào sắc tố có màu khác). Ở thực vật, các protein này được tổ chức bên trong các bào quan gọi là lục lạp, có nhiều nhất trong các tế bào lá, trong khi ở vi khuẩn các protein này được nhúng vào trong màng sinh chất (màng tế bào). Trong các phản ứng phụ thuộc vào ánh sáng trên, một số năng lượng được sử dụng để tách các electron từ các chất thích hợp như nước, sản xuất khí oxy. Thêm vào đó, hai hợp chất tiếp tục được tạo ra: nicotinamide adenine dinucleotide phosphate (NADPH) và adenosine triphosphate (ATP), các "đơn vị tiền tệ năng lượng" của các tế bào.

Tóm tắt quá trình quang tổng hợp (photosynthesis): quang hợp bao gồm hai pha: pha sáng xảy ra ở thylakoid, còn pha tối xảy ra ở chất nền stroma lục lạp.

Ở thực vật, tảo và vi khuẩn lam, đường được sản xuất bởi một chuỗi các phản ứng không phụ thuộc vào ánh sáng, được gọi là chu trình Calvin, nhưng một số vi khuẩn sử dụng các cơ chế khác nhau, chẳng hạn như chu trình Krebs ngược. Trong chu trình Calvin, khí carbon dioxide được tích hợp vào các hợp chất carbon hữu cơ đã có sẵn, chẳng hạn như ribulose bisphosphate (RuBP). Sử dụng ATP và NADPH được các phản ứng phụ thuộc vào ánh sáng tạo ra, kết quả là các hợp chất này sau đó được giảm và loại bỏ để hình thành carbohydrate cao hơn như glucose.
Trong các chuỗi thức ăn tự nhiên, các sinh vật quang dưỡng (sống nhờ nguồn năng lượng do quang hợp) thường là những mắt xích đầu tiên; nghĩa là các sinh vật còn lại đều sử dụng sản phẩm của quá trình quang hợp phục vụ nhu cầu dinh dưỡng của chúng. Do vậy, quang hợp là chuỗi phản ứng hóa học quan trọng bậc nhất trên Trái Đất, vì nó tạo năng lượng cho sự sống trong sinh quyển. Quá trình quang hợp cũng sản sinh ra khí oxy, tạo nên một bầu khí quyển chứa nhiều oxy cho Trái Đất, một bầu khí quyển vốn dĩ chỉ chứa nitơ và cácbônic trước khi có sinh vật quang dưỡng.
Ở thực vật, quá trình quang hợp chủ yếu được thực hiện nhờ diệp lục (chlorophyll nghĩa là diệp lục; chloro- nghĩa là thứ có màu xanh lục. Sắc tố này thường chứa trong các bào quan gọi là lục lạp. Mặc dù, hầu hết các phần của nhiều loài thực vật đều có màu xanh, năng lượng của quá trình quang hợp chủ yếu được thu nhận từ lá. Quá trình quang hợp của thực vật, tảo và vi khuẩn lam (cyanobacteria) sử dụng chlorophyll và sản sinh ra oxy. Một số loài vi khuẩn quang dưỡng không sử dụng chlorophyll mà dùng một sắc tố tương tự gọi là  bacteriochlorophylls và quá trình quang hợp của các vi khuẩn này không sản sinh oxy.

## Từ nguyên
Chữ Hán: 光総合, 光合, tiếng Anh là Photosynthesis bắt nguồn từ tiếng Hy Lạp φῶς: phōs (ánh sáng) và σύνθεσις: synthesis (đặt cùng nhau). Do đó quá trình này có tên quang hợp (光合), gồm hai chữ quang (光) - "ánh sáng", và hợp (合) - "nhóm lại". Tiếng Hy Lạp cũng tương tự, từ φῶς (tức phōs) nghĩa là "ánh sáng", và σύνθεσις (tức synthesis) nghĩa là "tổng hợp lại".

## Lịch sử
Các sinh vật đầu tiên trên Trái Đất xuất hiện từ cách đây khoảng 3 - 4 tỉ năm tổng hợp thức ăn cho chúng từ những vật chất vô cơ bằng sự hóa tổng hợp (chemosynthesis), tức là lấy năng lượng từ các phản ứng hóa học từ các chất vô cơ như H2, NH4, H2S. Ngày nay, các sinh vật này vẫn còn tồn tại trong những môi trường rất đặc biệt như trong các hố xí, suối nước nóng có lưu huỳnh và các miệng núi lửa trên các sàn đại dương, được gọi là các sinh vật yếm khí. Sau đó xuất hiện nhóm sinh vật có khả năng hấp thu năng lượng ánh sáng mặt trời để tổng hợp ra các hợp chất hữu cơ phức tạp, sự quang tổng hợp (photosynthesis), thường được gọi tắt là sự quang hợp, đây là một quá trình sinh học, chuyển năng lượng ánh sáng thành năng lượng hóa học. Các sinh vật quang hợp đầu tiên này không tạo ra oxy. 

Chu trình Calvin

Về sau một số sinh vật có khả năng sử dụng nước cho sự quang hợp, tạo ra O2, dần dần tích tụ trong khí quyển, một số sinh vật tiến hóa khác có khả năng sử dụng O2 xúc tác trong các phản ứng để giải phóng năng lượng trong các phân tử thức ăn. Quá trình này được gọi là sự hô hấp hiếu khí (aerobic respiration). Sự quang hợp sử dụng CO2 và H2O tạo ra từ sự hô hấp hiếu khí và sự hô hấp hiếu khí thì sử dụng thức ăn và O2 sinh ra từ sự quang hợp.
Cả hai loại sinh vật này được gọi chung là sinh vật tự dưỡng-tự tổng hợp chất hữu cơ từ vật chất vô cơ, phân biệt với sinh vật dị dưỡng phải lấy thức ăn hữu cơ từ môi trường chung quanh, chúng tiêu thụ các sinh vật tự dưỡng.

## Lục lạp

Cấu tạo của một lục lạp trong tế bào thực vật trong đó (1) granum
(2) màng lục lạp bao gồm (3) màng ngoài, (4) xoang gian màng và (5) màng trong.
(6) Thylakoid bao gồm (7) xoang thylakoid và (8) màng thylakoid.
(10) Chất nền stroma
(11) DNA vòng, trần của lục lạp
(12) Ribosome
(14) Hạt tinh bột

Để hiểu chi tiết về lục lạp, hãy tham khảo bài viết Lục lạp.

### Cấu tạo của lục lạp
Lục lạp là một bào quan đặc biệt của tế bào (đặc biệt là thực vật), giúp chuyển hóa và dự trữ năng lượng photon ánh sáng dưới dạng các liên kết trong phân tử glucose. Giống ty thể, màng lục lạp được cấu tạo bởi hai lớp màng phospholipid kép nhưng màng trong không xẻ khúc mạnh thành các mào, mesosome... mà hai lớp màng khá bằng phẳng. Bên trong lục lạp được bao bọc bởi chất nền stroma, chứa hệ enzyme tham gia vào pha tối quá trình quang hợp.
Thylakoid cấu tạo bởi lớp phospholipid kép, màng thylakoid chứa các phức hệ quang hợp (sắc tố quang hợp), nơi thực hiện chuỗi truyền electron (thẳng hàng hoặc vòng) nhằm bơm proton H+ từ chất nền vào xoang thylakoid để bơm qua protein ATP synthase tổng hợp nên ATP cho nhằm phục vụ cho pha tối quá trình quang hợp. Thylakoid xếp chồng lên nhau tạo thành hạt grana (granum).
Bên cạnh đó, tương tự như ty thể, lục lạp có DNA vòng trần cho nên có khả năng nhân đôi độc lập với nhân tế bào. Ribosome của lục lạp cũng khá đặc biệt là ribosome 70S (giống như ribosome của vi khuẩn) trong đó ribosome của sinh vật nhân thực là 80S.
Ở động vật, do không có lục lạp nên cacbohydrate không được tổng hợp từ lục lạp. Tuy nhiên, ta cũng có bào quan khác tương tự thay thế đó chính là lưới nội chất (ER) trơn, là nơi tổng hợp nên lipid, cacbohydrate cho tế bào, dự trữ cation Ca2+ và khử độc cho tế bào.

### Sắc tố quang hợp
Có khá nhiều loại sắc tố quang hợp như diệp lục, carotenoid, phycoblin, anthocyanine... Hầu hết chúng đều có bản chất là lipid (steroid) nên có tính kị nước do đó chúng hầu như không tan trong nước (ngoại trừ anthocyanine, có trong củ dền, tan mạnh trong nước do nó không có bản chất là lipid). Ở thực vật, sắc tố quang hợp chính là chlorophyll (mà cụ thể là chlorophyll a), các sắc tố phụ như chlorophyll b, caroteinoid, phycobilin... có vai trò hấp thụ năng lượng photon và truyền cho chlorophyll a trung tâm, bên cạnh đó sắc tố phụ cũng góp phần sưởi ấm cho tế bào.

### Phổ hấp thụ của sắc tố
Phổ hấp thụ của sắc tố là câu trả lời thích hợp nhất cho câu hỏi: "Tại sao lá cây có màu xanh?" và đáp án này đến từ chlorophyll của lục lạp trong tế bào lá cây (cụ thể là tế bào mô giậu). Ánh sáng lưỡng tính tức vừa có tính chất sóng vừa có tính chất hạt (hạt photon ánh sáng), và mối quan hệ giữa bước sóng và năng lượng photon tỉ lệ nghịch với nhau. Nghĩa là ánh sáng có bước sóng càng nhỏ, năng lượng photon càng lớn như ánh sáng tím (có bước sóng ngắn trong các vùng ánh sáng nên năng lượng cao gấp đôi ánh sáng đỏ). Ánh sáng trắng là hỗn hợp của nhiều vùng màu xếp từ bước sóng dài đến ngắn là đỏ, cam, vàng, lục, lam, chàm và tím. Chlorophyll hấp thụ ánh sáng đỏ và tím mạnh nhất còn ánh sáng xanh hấp thụ kém nhất (gần như không hấp thụ). Do đó khi chiếu ánh sáng trắng vào chlorophyll thì chỉ có ánh sáng xanh lục không bị hấp thụ và phản xạ lại nên ta nhìn thấy lá cây có màu xanh. Nếu loại bỏ ánh sáng xanh lục thì quá trình quang hợp diễn ra vẫn bình thường, không ảnh hưởng

## Pha sáng

### Điều kiện xảy ra và bản chất của pha sáng quá trình quang hợp

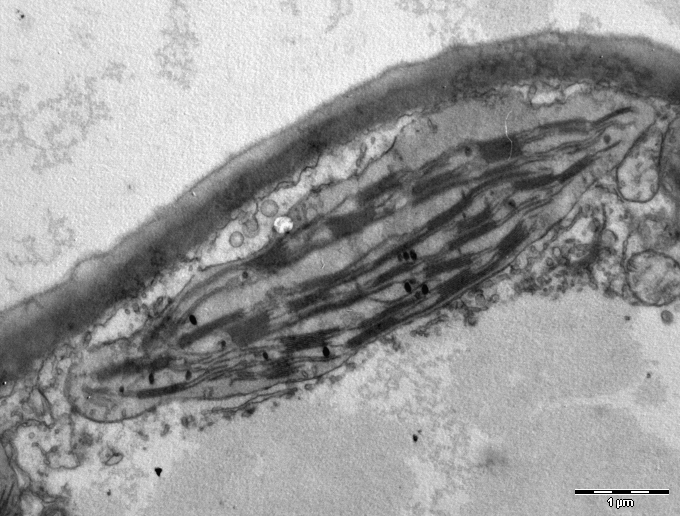
Ảnh chụp hiển vi điện tử của một lục lạp: chồng grana được tạo bởi thylakoid - nơi xảy ra pha sáng quá trình quang hợp

Pha sáng quá trình quang hợp xảy ra dưới tác dụng của ánh sáng. Ở tế bào thực vật, quá trình này diễn ra ở thylakoid trong lục lạp. Pha sáng thực chất là quá trình phosphoryl hóa (để tổng hợp ATP, adenosine triphosphate) và quá trình tổng hợp nên NADPH nhằm cung cấp năng lượng cho pha tối quá trình quang hợp. Vậy bản chất của pha sáng là chuyển năng lượng từ photon ánh sáng sang phân tử ATP, NADPH2 mà cụ thể là dưới dạng các liên kết hóa học trong ATP (liên kết cao năng của nhóm phosphate) và NADPH2.

### Quang hệ PSI và PSII
Quang hệ là phức hệ của protein với các sắc tố quang hợp. Mỗi quang hệ bao gồm các sắc tố phụ (như carotenoid, chlorophyll b...), đôi chlorophyll a trung tâm và một chất nhận electron sơ cấp. Có hai loại chlorophyll a trung tâm là P680 (tức chlorophyll a hoạt động hiệu quả nhất ở ánh sáng có bước sóng là 680) và P700 (tức chlorophyll a hoạt động tốt nhất ở ánh sáng có bước sóng là 700). Vậy quang hệ PSII thì đôi chlorophyll a trung tâm là P680, còn quang hệ PSI thì đôi chlorophyll a trung tâm là P700 (thứ tự I, II chỉ ra thời điểm phát hiện ra, nhưng quang hệ PSII hoạt động trước quang hệ PSI).

### Quang phân ly
Xét phương trình đơn giản của quang hợp như sau:
{\displaystyle {\ce {6CO_2 + 12H_2O ->[{photon}][{chlorophyll}] C_6H_12O_6 + 6O_2 ^ + 6H2O}}}
Trước đây, người ta quan niệm rằng khí oxy sinh ra từ quá trình quang hợp do sự phân hủy của CO2 thành khí O2 và C. Sau đấy C liên kết với các phân tử nước H2O tạo thành đường glucose cần thiết cho sinh vật C6H12O6 và một số carbohydrate Cm(H2O)n như đường fructose {\displaystyle C_{6}H_{12}O_{6}}. Tuy nhiên, một số nhà khoa học đã phản đối quan niệm truyền thống này. Họ tiến hành nhiều thí nghiệm để phản bác lí thuyết ấy và cuối cùng họ đã thành công. Dưới đây là hai thí nghiệm tiêu biểu khẳng định khí O2 không sinh ra từ CO2 mà từ H2O.

#### Thí nghiệm của van Niel
Trong những năm 30 của thế kỉ XX, giáo sư C. B van Niel từ trường đại học Stanford, Hoa Kỳ đã tiến hành thí nghiệm như sau: ông nuôi cấy vi khuẩn lưu huỳnh tía Chromatiales trong môi trường có CO2. Vi khuẩn này là vi khuẩn có kiểu dinh dưỡng quang tự dưỡng nhưng không giống thực vật hay vi khuẩn lam, chúng không sử dụng H2O mà thay vào đó là hydro sulfide H2S cho quá trình quang tự dưỡng của chúng như sau:
{\displaystyle {\ce {6CO2 + 12H2S ->[{photon}][{chlorophyll}] C_6H_12O_6 + 12S v + 6H_2O}}}
Bacteriachlorophyll (khuẩn diệp lục) là một chlorophyll được sử dụng trong quá trình quang hợp ở nhóm vi sinh vật này. Vậy theo quan niệm truyền thống nếu O2 sinh ra từ CO2 thì ở vi khuẩn lưu huỳnh tía người ta phải tìm thấy khí O2 sinh ra. Nhưng ở nhóm vi sinh vật này, CO2 không sinh ra khí O2 mà thay vào đó tạo ra các giọt màu vàng của lưu huỳnh S. Vậy lưu huỳnh được sinh ra do H2S phân li ra S.
Van Niel giải thích rằng vi khuẩn phân ly H2S và dùng các proton H+, electron e- để tạo ra đường và giải phóng O2 như một sản phẩm phụ.
Từ đấy, xét lại phương trình quang hợp của thực vật, tương tự có thể kết luận rằng O2 sinh ra do H2O phân li ra tạo thành hay H2O phân li ra O2 nhằm lấy hydro để tổng hợp nên carbonhydrate và thải khí O2 như sản phẩm phụ. Đồng thời, van Niel cũng rút ra được phương trình chung cho quá trình quang hợp ở sinh vật quang tự dưỡng:
{\displaystyle {\ce {CO_2 + 2H_2X -> [CH_2O] + H_2O + 2X}}}

#### Thí nghiệm đánh dấu phóng xạ
Gần hai mươi năm sau khi van Niel đưa ra giả thuyết, các nhà khoa học đã chứng minh giả thuyết ấy là đúng nhờ sử dụng oxy-18 {\displaystyle {\ce {^{18}_{8}O}}}, một đồng vị nặng để quan sát đường di chuyển của nguyên tử oxy trong quá trình quang hợp. Nếu đánh dấu đồng vị 18O vào nguyên tử oxy trong phân tử CO2 thì khí oxy sinh ra không có 18O mà thay vào đó lại thấy ở carbohydrate C6H12O6 sinh ra và nước H2O giải phóng ra. Nhưng nếu đánh dấu đồng vị 18O vào nguyên tử oxy trong phân tử H2O thì lại chỉ tìm thấy duy nhất 18O khí O2 sinh ra.
Vậy khí O2 sinh ra do H2O phân ly tạo thành.

#### Phương trình tổng quát của quang phân ly
{\displaystyle {\ce {H_2O ->[{quang năng}] 2H^+ + 2e^- + 1/2O_2}}}
Trong đó hai proton H+ tham gia vào chuỗi truyền electron còn 2 electron sẽ bổ sung cho đôi chlorophyll a P680 trung tâm của quang hệ II, còn khí O2 thải ra ngoài môi trường.

### Chuỗi truyền electron thẳng hàng
Chuỗi truyền electron thẳng hàng là chuỗi truyền electron phổ biến ở thực vật. Quá trình ấy được tóm tắt bằng sơ đồ chữ Z như sau:
1. Photon ánh sáng va chạm vào phân tử sắc tố của quang hệ PSII khiến electron của phân tử ấy bị kích thích bật lên mức năng lượng cao hơn. Nhưng nhanh chóng electron lại bị sụt thế, "rơi" lại vị trí ban đầu và năng lượng tiếp tục chuyền cho phân tử khác. Phân tử khi nhận năng lượng, electron của phân tử ấy bị kích thích và tiếp tục bị bật lên mức năng lượng cao hơn rồi nhanh chóng sụt xuống ban đầu. Quá trình này tiếp diễn nhau tạo thành một chuỗi liên tục đến khi năng lượng được truyền tới cặp phân tử chlorophyll a trung tâm P680 của PSII.

Chuỗi truyền electron thẳng hàng ở màng thylakoids tổng hợp ATP cho pha tối (quang phosphoryl hóa)

2. Chuỗi truyền electron thẳng hàng ở màng thylakoids tổng hợp ATP cho pha tối (quang phosphoryl hóa)Đôi phân tử chlorophyll P680 bị kích thích khiến cặp electron bị bật lên mức năng lượng cao hơn. Tuy nhiên, cặp electron này không quay trở về vị trí ban đầu mà bị chất nhận electron sơ cấp hút. Vậy cặp chlorophyll P680 bị mất electron trở thành cation P680+.
3. Cation P680+ là chất oxy hóa cực mạnh nên H2O phân ly thành hai proton H+, hai electron e- và phân tử O2. Hai electron này được bổ sung cho cation P680+ trở thành phân tử bình thường P680
4. Cùng lúc ấy, ánh sáng cũng kích thích các phân tử sắc tố của quang hệ PSI đến khi đôi phân tử chlorophyll a trung tâm của PSI là P700 bị kích thích khiến electron bị bật lên chất nhận electron sơ cấp của PSI. Đôi chlorophyll a P700 bị mất electron nên trở thành chất oxy hóa P700+.
5. Đôi electron từ chất nhận electron sơ cấp của PSII sẽ được chuyền tới đôi P700+ của PSI biến P700+ thành P700 thông qua các chất vận chuyển electron là pheophytin, plastoquinone, phức hợp cytochrome b6f, plastocyanin.
6. Sự sụt thế của electron thông qua chuỗi chuyền electron cung cấp năng lượng cho sự tổng hợp ATP. Khi electron di chuyển thông qua phức hệ cytochrome đã xác lập sự bơm proton đã xác lập gradient mà về sau được sử dụng cho cơ chế hóa thẩm.
7. Đôi electron từ chất nhận electron sơ cấp của PSI tiếp tục xuôi theo chuỗi truyền electron thứ hai thông qua protein ferredoxin. (Chuỗi chuyền này không tạo ra sự chênh lệch về nồng độ proton nên không tạo ra ATP).
8. Enzyme NADP+ reductase xúc tác NADP+ bị khử thành NADPH nhờ đôi electron và hai proton H+.

## Pha tối

Khái quát về chu trình Calvin - Benson

Pha tối (Light-independent reaction) của quá trình quang hợp là tập hợp một chuỗi các phản ứng hóa sinh xảy ra ở chất nền (stroma) của lục lạp mà không cần điều kiện ánh sáng (có thể xảy ra trong tối) nhưng lại có quan hệ mật thiết với pha sáng thông qua sản phẩm từ phản ứng sáng là NADPH (Nicotinamide adenine dinucleotide phosphate) và ATP (adenosine triphosphate). Hầu hết phản ứng tối của thực vật gắn liền với chu trình Calvin (gọi đầy đủ là chu trình Calvin - Benson - Bassham hay còn gọi là chu trình C3).

### Chu trình Calvin
Chu trình Calvin được chia làm ba pha cơ bản:
- Pha cố định CO2: ba phân tử Ribulose-1,5-diphosphate (viết tắt RuBP) kết hợp với ba phân tử carbon dioxide tạo ra ba phân tử trung gian C6 nhờ enzyme Ribulose-1,5-diphosphate carboxylase oxygenase (viết tắt RuBisCO). Pha cố định CO2Tuy nhiên đường C6 không bền nên dễ dàng phân hủy thành sáu phân tử 3-phosphoglycerate (viết tắt 3-PGA, 3PG, PGA hoặc PGLA). Người ta xem đường 3-PGA là sản phẩm cố định CO2 đầu tiên.
- Pha khử: Sáu phân tử 3-PGA, mỗi phân tử nhận thêm một nhóm phosphate từ ATP biến thành 1,3-biphosphoglycerate. Tiếp theo một đôi electron từ NADPH khử 1,3-biophosphateglycerate và mỗi phân tử này mất đi một nhóm phosphate biến thành hai phân tử glyceraldehyde-3-phosphate (viết tắt G3P)Pha khửVậy tạo ra tổng cộng sáu phân tử G3P, một phân tử G3P tách ra khỏi chu trình và tham gia vào tạo glucose và hợp chất hữu cơ khác. Năm phân tử {\displaystyle {\ce {G3P}}} còn lại vẫn tiếp tục tham gia chu trình C3.
- Pha tái tạo chất nhận CO2 (RuBP) năm phân tử G3P còn lại sẽ biến thành ba phân tử RuBP va tiêu tốn 3 ATP như sau:Pha tái tạo chất nhậnDưới đây trình bày chuỗi phản ứng biến G3P thành RuBP:

1. Enzyme triose phosphate isomerase sẽ biến tất cả đường G3P ngược lại thành phân tử đường 3-carbon, dihydroxyacetone phosphate (DHAP).
2. Enzyme adolase và fructose-1,6-bisphosphatase biến đổi một phân tử G3P và một phân tử DHAP thành fructose 6-phosphate (6C, kí hiệu F6P), một nhóm phosphate bị loại bỏ ở phản ứng này.
3. Cố định phân tử CO2 còn lại, đồng thời sinh ra hai phân tử G3P.
4. Hai carbon của F6P bị enzyme transketolase loại bỏ, tạo thành erythrose-4-phosphate. Hai phân tử trên transketolase được thêm vào một G3P, tạo thành đường ketose xylulose-5-phosphate (Xu5P)
5. E4P và một DHAP sẽ được chuyển thành sedoheptulose-1,7-biphosphate (đường C7) thông qua enzyme aldolase.
6. Enzme Sedoheptulose-1,7-bisphosphatase phân hủy sedoheptulose-1,7-bisphosphate thành sedoheptulose-7-phosphate (viết tắt S7P) đồng thời giải phóng một gốc phosphate vô cơ.
7. Phân tử CO2 được cố định sinh ra thêm hai phân tử G3P. Đường ketose S7P bị enzyme transketolase loại bỏ 2 carbon tạo ra ribose-5-phosphate (viết tắt R5P) và 2 carbon ấy được chuyển tới một phân tử G3P tạo ra phân tử Xu5P còn lại. Còn lại một phân tử G3P vừa sinh ra ở đầu phản ứng số 7 cùng với ba phân tử pentose được sản sinh sẽ được chuyển hóa thành đường Ru5P.
8. R5P sẽ chuyển hóa thành ribulose-5-phophate (Ru5P) nhờ enzyme phosphopentose isomerase. Xu5P cũng được chuyển hóa thành Ru5P nhờ enzyme phosphopentose epimerase.
9. Cuối cùng, enzyme phosphoribulokinase sẽ gắn nhóm phosphate từ ATP vào phân tử RuP tạo thành RuBP.

Vậy thông qua chu trình Calvin, CO2 được sử dụng triệt để nhằm tạo ra sản phẩm cho thực vật đồng thời giải phóng ra ADP (adenosine diphosphate) và NADP+ là nguyên liệu cho pha sáng.

Ngô (Zea mays) là một thực vật C4 tiêu biểu. Trên đây trình bày giải phẫu của lá ngô phù hợp với chức năng sinh lí quang hợp của nó.

### Chu trình Hatch-Slack (C4)
Ở một số thực vật như thực vật C4 hay thực vật CAM thì sản phẩm cố định CO2 đầu tiên không phải là 3-PGA mà là một chất khác là hợp chất hữu cơ 4 carbon là oxaloacetate (4C). Chất oxaloacetate tham gia vào một chuỗi phản ứng rồi giải phóng ra CO2. Lúc này CO2 mới tham gia chu trình Calvin. Ở thực vật C4, chu trình Hatch-Slack xảy ra ở tế bào mô giậu còn chu trình calvin xảy ra ở tế bào bao bó mạch. Cụ thể chu trình này như sau:
- Phân tử CO2 tác dụng với hợp chất 3 carbon phosphoenol pyruvate (PEP) nhờ enzyme PEP carboxylase tạo ra sản phẩm cố định CO2 là hợp chất 4 carbon oxaloacetate.
- Oxaloacetate gắn H+ lấy từ NADPH tạo ra malate (hợp chất 4 carbon)
- Malate sẽ bị phân tách thành CO2 và pyruvate (hợp chất 3 carbon). CO2 sẽ đi vào chu trình Calvin.
- Pyruvate sẽ tác dụng với ATP tạo ra PEP.Ở thực vật C4, chu trình Hatch-Slack xảy ra ở tế bào mô giậu (tế bào thịt lá) còn chu trình Calvin xảy ra ở tế bào bao bó mạch.

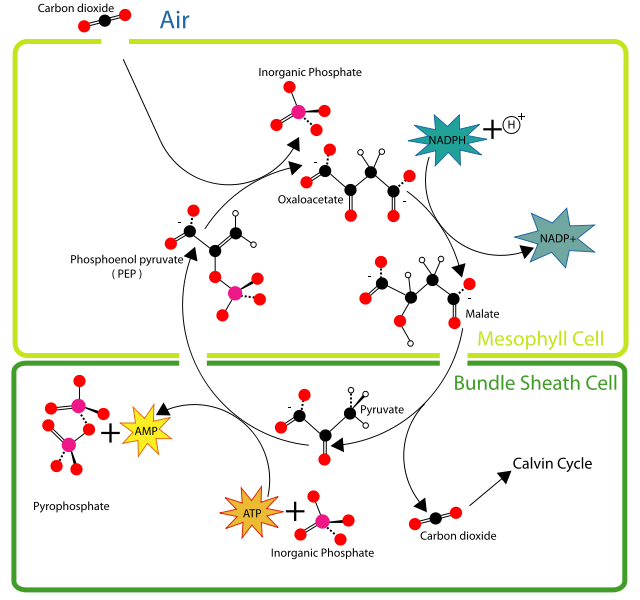
Ở thực vật C4, chu trình Hatch-Slack xảy ra ở tế bào mô giậu (tế bào thịt lá) còn chu trình Calvin xảy ra ở tế bào bao bó mạch.

Đối thực vật CAM, quá trình pha tối diễn ra ở tế bào chuyên biệt gọi là nhu mô. Cấu tạo của chúng phù hợp với khí hậu nóng bức, khô hạn như hoang mạc, bán hoang mạc, vùng nhiệt đới... tức ban ngày chúng phải đóng khí khổng lại để ngăn chặn mất nước trong cơ thể còn ban đêm thì mới mở khí khổng ra. Tuy nhiên khi đóng khí khổng lại thì chúng không thể hút khí carbonic từ môi trường nên đối với thực vật CAM, chúng sẽ hút khí carbon dioxide vào ban đêm khi khí khổng đang mở. Carbon dioxide sẽ dược dự trữ trong cơ thể dưới dạng malate nhờ chu trình Hatch-Slack, ban ngày thì chúng mới có thể thực hiện chu trình Calvin. Do đó, đối với thực vật CAM: chu trình Hatch-Slack diễn ra vào ban đêm còn chu trình Calvin diễn ra vào ban ngày.

Chu trình Hatch-Slack có tác dụng như dự trữ CO2 trong cơ thể thực vật nhằm cung cấp nguyên liệu CO2 cho chu trình Calvin. Nhờ thế mà thực vật C4 và thực vật CAM sẽ không bị thiếu hụt khí CO2 cho chu trình Calvin. Còn đối với thực vật C3 (tức chất cố định CO2 đầu tiên là 3-PGA) không có chu trình Hatch-Slack có thể thiếu hụt CO2 trong một số trường hợp nhất định và lúc đó sẽ gây ra hiện tượng hô hấp sáng sẽ trình bày rõ ở mục sau.
Chu trình Hatch-Slack được đặt tên nhằm vinh danh hai nhà khoa học là Marshall Davidson Hatch và C. R. Slack, những người đã làm sáng tỏ chúng ở nước Úc vào năm 1966. Chu trình Hatch-Slack cũng thường được gọi phổ biến là chu trình C4.

### Hô hấp sáng

Tóm tắt hô hấp sáng (trong tiếng Anh là Photorespiration) và chu trình Calvin ở thực vật C3.

Trong những ngày khô nóng, thực vật bắt buộc phải đóng khí khổng lại nhằm tránh mất nước hay gây ra hiện tượng xitoriz (hiện tượng xitoriz là hiện tượng xảy ra khi tế bào mất nước quá nhanh do môi trường không khí khô, lúc đó thể tích tế bào giảm nhanh do đó tế bào nhăn nheo lại nhưng chất nguyên sinh vẫn không tách khỏi thành tế bào). Do đó, lá cây không thể hút được khí CO2 từ môi trường bên ngoài. Trong đó chu trình Calvin vẫn tiếp tục sử dụng khí CO2 và quá trình quang phân li trong pha sáng tiếp tục diễn ra.
Vậy, khi đó nồng độ CO2 trong tế bào giảm nhưng nồng độ O2 tiếp tục tăng. Vậy làm thế nào để có thể tăng nồng độ CO2 trong tế bào? Lúc này enzyme RuBisCO sẽ không cố định CO2 vào chất RuBP mà thay vào đó sẽ cố định O2 gây ra hiện tượng hô hấp sáng. Sản phẩm khí của hô hấp sáng bao gồm khí CO2 và NH3.
1. RuBP tác dụng với khí O2 thông qua enzyme RuBisCO tạo ra 2-phosphoglycolate và 3-PGA (3-PGA sẽ tham gia chu trình Calvin) còn 2-phosphoglycolate sẽ được loại bỏ hai nhóm phosphate vô cơ (Pi) thành glycolate nhờ enzyme phosphoglycolate phosphatase rồi vận chuyển tới bào quan peroxisome trong tế bào.
2. Glycolate sẽ tác dụng với phân tử O2 dưới tác dụng của enzyme glycolate-oxydase (GOD) sẽ bị chuyển hóa thành glyoxylate đồng thời tạo ra phân tử hydro peroxid H2O2. Phân tử H2O2 nhanh chóng bị enzyme catalase trong peroxisome phân giải thành H2O và O2. Phân tử glyoxylate kết hợp với NH2 sẽ được enzyme glutamate-glyoxylate aminotranferase (GGT) biến đổi thành hai phân tử acid amine glycine.
3. Phân tử acid amine glycine được vận chuyển tới ty thể, tại đây một phân tử glycine được biến đổi giải phóng CO2, NH4+ đồng thời khử  NAD+ thành NADH nhờ enzyme glycine dercarboxylase (GDC) rồi tác dụng với phân tử acid amine glycine còn lại trở thành acid amine serine. Serine được vận chuyển về peroxisome.Chi tiết quá trình hô hấp sáng ở thực vật

Chi tiết quá trình hô hấp sáng ở thực vật

4. Tại peroxisime, acid amine tiếp tục bị enzyme serin-glyoxylate aminotranferase (SGT) biến đổi thành hydroxipyruvate. Hydroxipyruvate tiếp tục bị biến đổi thành glycerate nhờ enzyme hydroxipyruvate reductase (HPR) đồng thời oxy hóa NADH thành NAD+. Glycerate được vận chuyển vào lục lạp trở lại rồi biến đổi thành 3-PGA nhờ enzyme glycerate kinase (GLYK) đồng thời biến đổi ATP thành ADP. Chất 3-PGA tiếp tục tham gia chu trình Calvin.
5. NH4+ sinh ra từ glycune (mục 3) sẽ vận chuyển về lục lạp rồi kết hợp với 2-oxo-glytarate biến đổi thành acid glutamic, một loại acid amine, nhờ enzyme glutamate synthase - glutamine synthetase. Axit glutamic sẽ bị phân hủy thành NH2 (NH2 tham gia vào quá trình tạo acid amine glycine ở mục 2) và 2-oxo-glytarate. 2-oxo-glytarate sẽ tiếp tục quay trở lại tạo axit glutamic.

Hô hấp sáng làm giảm sản phẩm quang hợp do sử dụng chất nhận CO2 ban đầu RuBP là nguyên liệu cho quá trình oxi hoá trên. Do đó, xét cả ba quá trình trong pha tối, thực vật C4 có năng suất cao nhất còn thực vật CAM có năng suất thấp nhất.

## Ý nghĩa và vai trò

### Về mặt năng lượng và dinh dưỡng
Về mặt năng lượng, quang tổng hợp có bản chất là quá trình hóa vật chất và năng lượng chuyển đổi quang năng thành năng lượng hóa năng và tích trữ trong các liên kết của glucose và các loại đường khác. Do đó về mặt sinh thái, thì mức năng lượng tích trữ trong sinh vật sản xuất (thực vật) là cao nhất. Đồng thời quá trình quang hợp là cửa ngõ để năng lượng được hấp thụ trong hệ sinh thái và di chuyển qua các bậc dinh dưỡng cao hơn.
Về mặt dinh dưỡng - sinh thái, quang hợp là quá trình đồng hóa tổng hợp chất hữu cơ dinh dưỡng từ các chất vô cơ cần thiết cho thực vật, thậm chí còn cung cấp chất dinh dưỡng cho các sinh vật hóa dị dưỡng ăn thực vật. Do đó, thực vật thường là sinh vật sản xuất trong chuỗi và lưới thức ăn. Nếu loại bỏ thực vật ra khỏi chuỗi thức ăn của hệ sinh thái thì có thể khiến cho các sinh vật tiêu thụ khác (trong đó có loài người) không thể tồn tại được.
Về mặt địa hóa - sinh thái, quang hợp là một nhân tố quyết định giúp thực vật có mặt trong chu trình carbon toàn cầu bằng cách hấp thụ carbon dioxide sử dụng trong quá trình tự dưỡng của mình.

### Về mặt môi trường
Khí oxy được thải ra ngoài môi trường thông qua quá trình quang phân li giúp giữ vững nồng độ khí oxy trong khí quyển quanh mức 21%, một lượng đủ và cần thiết để sinh giới tồn tại và phát triển. Đồng thời trong quá trình quang hợp, thực vật còn hút khí CO2 không những tạo ra sản phẩm là tinh bột mà còn giúp điều hòa nồng độ khí CO2 trong khí quyển.